# George A. Olah Award in Hydrocarbon or Petroleum Chemistry
Der George A. Olah Award in Hydrocarbon or Petroleum Chemistry ist ein Preis der American Chemical Society (ACS) in Erdölchemie und Chemie von Kohlenwasserstoffen und wird seit 1948 vergeben. Vor 1997 hieß er ACS Award in Petroleum Chemistry. Er ist mit 5000 Dollar dotiert und nach dem Chemiker George A. Olah benannt.

## Preisträger
- 1949 Bruce H. Sage
- 1950 Kenneth S. Pitzer
- 1951 Louis Schmerling
- 1952 Vladimir Haensel
- 1953 Robert W. Schiessler
- 1954 Arthur P. Lien
- 1955 Frank Ciapetta
- 1956 Milburn J. O’Neil
- 1957 C. Gardner Swain
- 1958 Robert P. Eischens
- 1959 George C. Pimentel
- 1960 Robert W. Taft
- 1961 George S. Hammond
- 1962 Harold Hart
- 1963 John P. McCullough
- 1964 George A. Olah
- 1965 Glen A. Russell
- 1966 James Wei
- 1967 Andrew Streitwieser
- 1968 Keith U. Ingold
- 1969 Alan Schriesheim
- 1970 Lloyd R. Snyder
- 1971 Gerasimos J. Karabatsos
- 1972 Paul G. Gassman
- 1973 Joe W. Hightower
- 1974, 1975 nicht vergeben
- 1976 John H. Sinfelt
- 1977 Sidney W. Benson
- 1978 Ellis K. Fields
- 1979 Robert L. Banks
- 1980 William A. Pryor
- 1981 Herman Pines
- 1982 Irving Wender
- 1983 Robert L. Burwell
- 1984 Cheves Walling
- 1985 Edward M. Arnett
- 1986 Frederick G. Bordwell
- 1987 W. Keith Hall
- 1988 Werner O. Haag
- 1989 Thomas Aczel
- 1990 Robert K. Grasselli
- 1991 David M. Grant
- 1992 Wolfgang M. H. Sachtler
- 1993 Bruce C. Gates
- 1994 Teh Fu Yen
- 1995 John M. Prausnitz
- 1996 Jack H. Lunsford
- 1997 Roby Bearden Jr.
- 1998 Arthur R. Goldsby
- 1999 John E. Bercaw
- 2000 James F. Haw
- 2001 Francisco Zaera
- 2002 Gary B. McVicker
- 2003 Peter J. Stang
- 2004 Michael Siskin
- 2005 Enrique Iglesia
- 2006 G. K. Surya Prakash
- 2007 Bruce E. Koel
- 2008 Israel E. Wachs
- 2009 Cynthia M. Friend
- 2010 Peter C. Stair
- 2011 Lawrence T. Scott
- 2012 James A. Dumesic
- 2013 Alexis T. Bell
- 2014 Robert G. Bergman
- 2015 Jingguang G. Chen
- 2016 Mieczyslaw M. Boduszynski
- 2017 Robert H. Grubbs
- 2018 Oliver C. Mullins
- 2019 Chunshan Song
- 2020 Harold Hing Chuen Kung
- 2021 Michael M. Haley
- 2022 T. Brent Gunnoe
- 2023 S. Ted Oyama
- 2024 Umit S. Ozkan
- 2025 Bipin V. Vora[1]
- 2026 Marina A. Petrukhina[2]